# Листівка (село)
Листі́вка — село в Україні, у Новомиколаївській селищній громаді Запорізького району Запорізької області. Населення становить 244 осіб. До 2020 орган місцевого самоврядування — Підгірненська сільська рада.

## Географія
Село Листівка знаходиться на відстані 2 км від села Трудооленівка та за 4 км від села Сергіївка.

## Історія
Перша згадка про село датується 1898 роком (за надгробним пам'ятником), засноване німцями-колоністами з Молочанського німецького округу, як дочірня колонія. Найвизначнішим залишком від колоністів є Дім молитви, споруджений у 1900 році (зараз один з корпусів школи). Пізніше, в 1930-их роках, сюди переселилися люди з Сумщини.
7 (20) листопада 1917 року, відповідно до Третього Універсалу Української Центральної Ради, увійшло до складу Української Народної Республіки.
12 червня 2020 року, відповідно до Розпорядження Кабінету Міністрів України від № 713-р «Про визначення адміністративних центрів та затвердження територій територіальних громад Запорізької області», увійшло до складу Новомиколаївської селищної громади.
19 липня 2020 року, в результаті адміністративно-територіальної реформи та ліквідації Новомиколаївського району, село увійшло до складу Запорізького району.

## Населення

### Мова
Розподіл населення за рідною мовою за даними перепису 2001 року:
| Мова       | Кількість | Відсоток |
| ---------- | --------- | -------- |
| українська | 231       | 94.67%   |
| російська  | 13        | 5.33%    |
| Усього     | 244       | 100%     |

## Сьогодення
В селі діють школа І-ІІ ступенів, пункт медичного обслуговування, магазин, пошта, ферма, тракторна бригада.